# Aphrodite Les Folies Live in London
Az Aphrodite Les Folies Live in London Kylie Minogue ausztrál énekesnő hatodik koncertalbuma és koncert DVD-je, amit 2011. április 11-én és 12-én rögzítettek az Aphrodite: Les Folies Tour koncert alatt.

## Háttér és kiadás
A műsort 3D-ben rögzítették két éjszakán Londonban az O2 Arenában; a rendezők William Baker és Marcus Viner voltak. Az Egyesült Királyságban és Írországban 2011. június 19-én mutatták be a Sky 3D csatornán és számos moziban. 2011 augusztusa és decembere között számos más további országban is bemutatták. A koncertet 2011. november 28-án adták ki CD-n, DVD-n és Blu-ray-en három formátumban. Az első egy DVD volt, mely két bónusz lemezt is tartalmazott a koncert hanganyagával. Emellett volt egy limitált DVD kiadás, mely tartalmazta a koncert hanganyagát két CD-n és egy brosúrát. Végül megjelent Blu-ray-en is, amely tartalmazta a koncertet 2D és 3D verzióban. Mindhárom kiadványra felkerült egy színfalak mögött készült dokumentumfilm, mely a Just Add Water címet kapta.

## Számlista
| 1.  | The Birth of Aphrodite (Intro)                 | 2:38 |
| 2.  | Aphrodite                                      | 4:39 |
| 3.  | The One                                        | 3:56 |
| 4.  | Wow                                            | 4:01 |
| 5.  | Illusion                                       | 6:49 |
| 6.  | I Believe in You                               | 3:15 |
| 7.  | Cupid Boy                                      | 5:35 |
| 8.  | Spinning Around                                | 3:40 |
| 9.  | Get Outta My Way                               | 3:38 |
| 10. | What Do I Have to Do                           | 4:54 |
| 11. | Everything Is Beautiful                        | 5:14 |
| 12. | Slow                                           | 6:01 |
| 13. | Confide in Me (Intro)                          | 2:38 |
| 14. | Confide in Me                                  | 3:35 |
| 15. | Can’t Get You Out of My Head                   | 4:41 |
| 16. | In My Arms                                     | 3:43 |
| 17. | Looking for an Angel                           | 5:09 |
| 18. | Closer                                         | 3:54 |
| 19. | There Must Be an Angel (Playing with My Heart) | 4:37 |
| 20. | Love at First Sight/Can’t Beat the Feeling     | 4:14 |
| 21. | If You Don’t Love Me                           | 3:09 |
| 22. | Better the Devil You Know                      | 7:18 |
| 23. | Better Than Today                              | 3:20 |
| 24. | Put Your Hands Up (If You Feel Love)           | 4:03 |
| 25. | Million Dollar Mermaid (Intro)                 | 1:52 |
| 26. | On a Night Like This                           | 4:14 |
| 27. | All the Lovers                                 | 5:30 |

| 1.  | The Birth of Aphrodite (Intro) | 2:38 |
| 2.  | Aphrodite                      | 4:39 |
| 3.  | The One                        | 3:56 |
| 4.  | Wow                            | 4:01 |
| 5.  | Illusion                       | 6:49 |
| 6.  | I Believe in You               | 3:15 |
| 7.  | Cupid Boy                      | 5:35 |
| 8.  | Spinning Around                | 3:40 |
| 9.  | Get Outta My Way               | 3:38 |
| 10. | What Do I Have to Do           | 5:14 |
| 11. | Everything Is Beautiful        | 4:54 |
| 12. | Slow                           | 6:01 |
| 13. | Confide in Me (Intro)          | 2:38 |
| 14. | Confide in Me                  | 3:35 |
| 15. | Can’t Get You Out of My Head   | 4:41 |
| 16. | In My Arms                     | 3:43 |

| 1.  | Looking for an Angel                           | 5:09 |
| 2.  | Closer                                         | 3:24 |
| 3.  | There Must Be an Angel (Playing with My Heart) | 4:37 |
| 4.  | Love at First Sight/Can’t Beat the Feeling     | 4:14 |
| 5.  | If You Don’t Love Me                           | 3:17 |
| 6.  | Better the Devil You Know                      | 7:18 |
| 7.  | Better Than Today                              | 3:20 |
| 8.  | Put Your Hands Up (If You Feel Love)           | 4:03 |
| 9.  | Million Dollar Mermaid (Intro)                 | 1:52 |
| 10. | On a Night Like This                           | 4:14 |
| 11. | All the Lovers                                 | 5:30 |

## Helyezések
DVD-listás helyezések
| DVD-lista (2011)                    | Legjobb helyezés |
| ----------------------------------- | ---------------- |
| Ausztrália (ARIA Charts)            | 3                |
| Belgia (Ultratop Flandria)          | 8                |
| Belgia (Ultratop Vallónia)          | 8                |
| Csehország (ČNS IFPI)               | 7                |
| Németalföld (Dutch Charts)          | 16               |
| Franciaország (SNEP)                | 25               |
| Svédország (Sverigetopplistan)      | 19               |
| Svájc (Schweizer Hitparade)         | 4                |
| Egyesült Államok (Top Music Videos) | 17               |

Albumlistás helyezések
| Albumlista (2011)                  | Legjobb helyezés |
| ---------------------------------- | ---------------- |
| Franciaország (SNEP)               | 50               |
| Németország (Media Control Charts) | 35               |
| Spanyolország (PROMUSICAE)         | 46               |
| Egyesült Királyság (OCC)           | 72               |

## Fordítás
- Ez a szócikk részben vagy egészben  az   Aphrodite Les Folies – Live in London című angol Wikipédia-szócikk ezen változatának fordításán alapul.  Az eredeti cikk szerkesztőit annak laptörténete sorolja fel. Ez a jelzés csupán a megfogalmazás eredetét és a szerzői jogokat jelzi, nem szolgál a cikkben szereplő információk forrásmegjelöléseként.